# Hans Peter Wollseifer

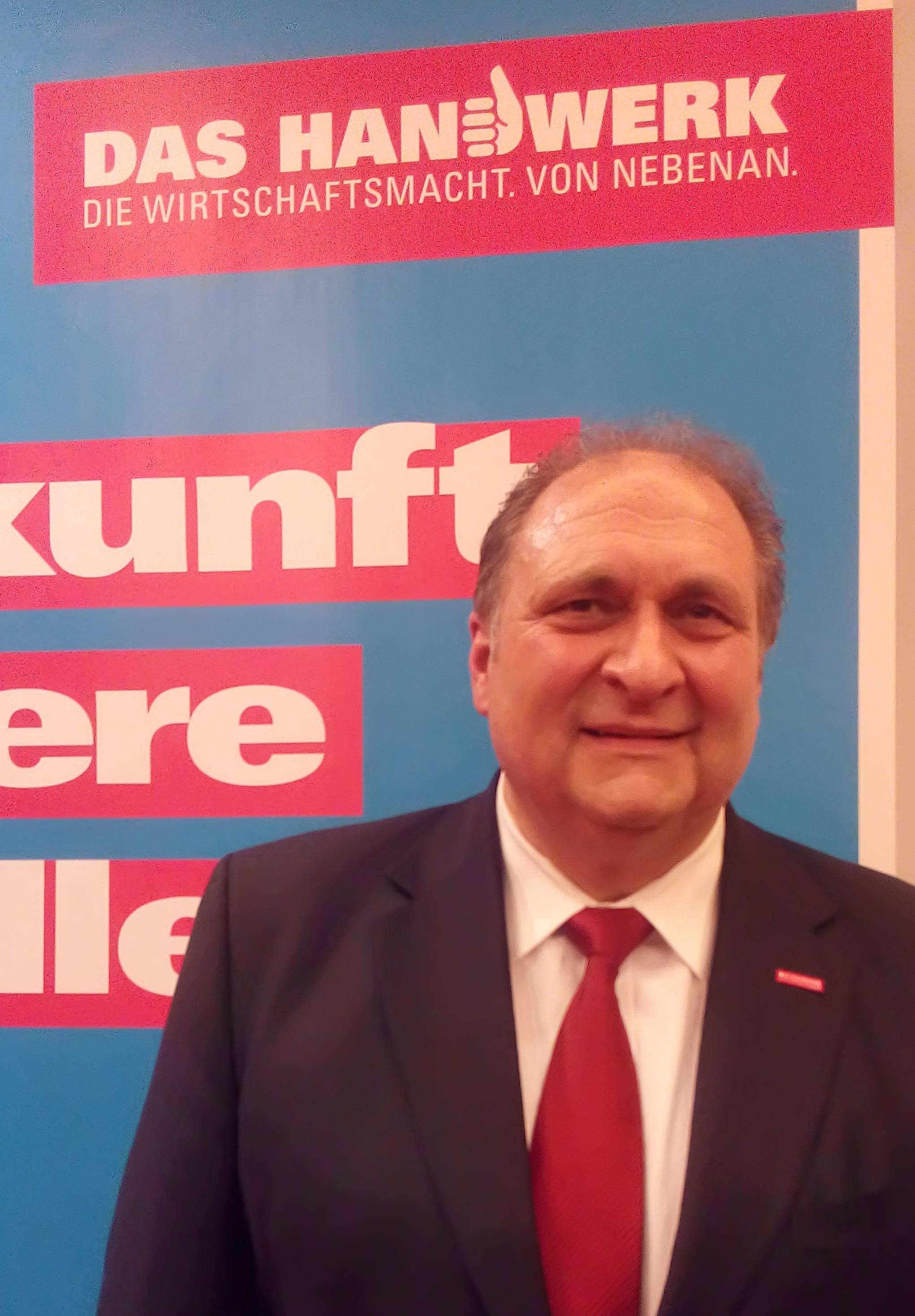
Hans Peter Wollseifer (2016)

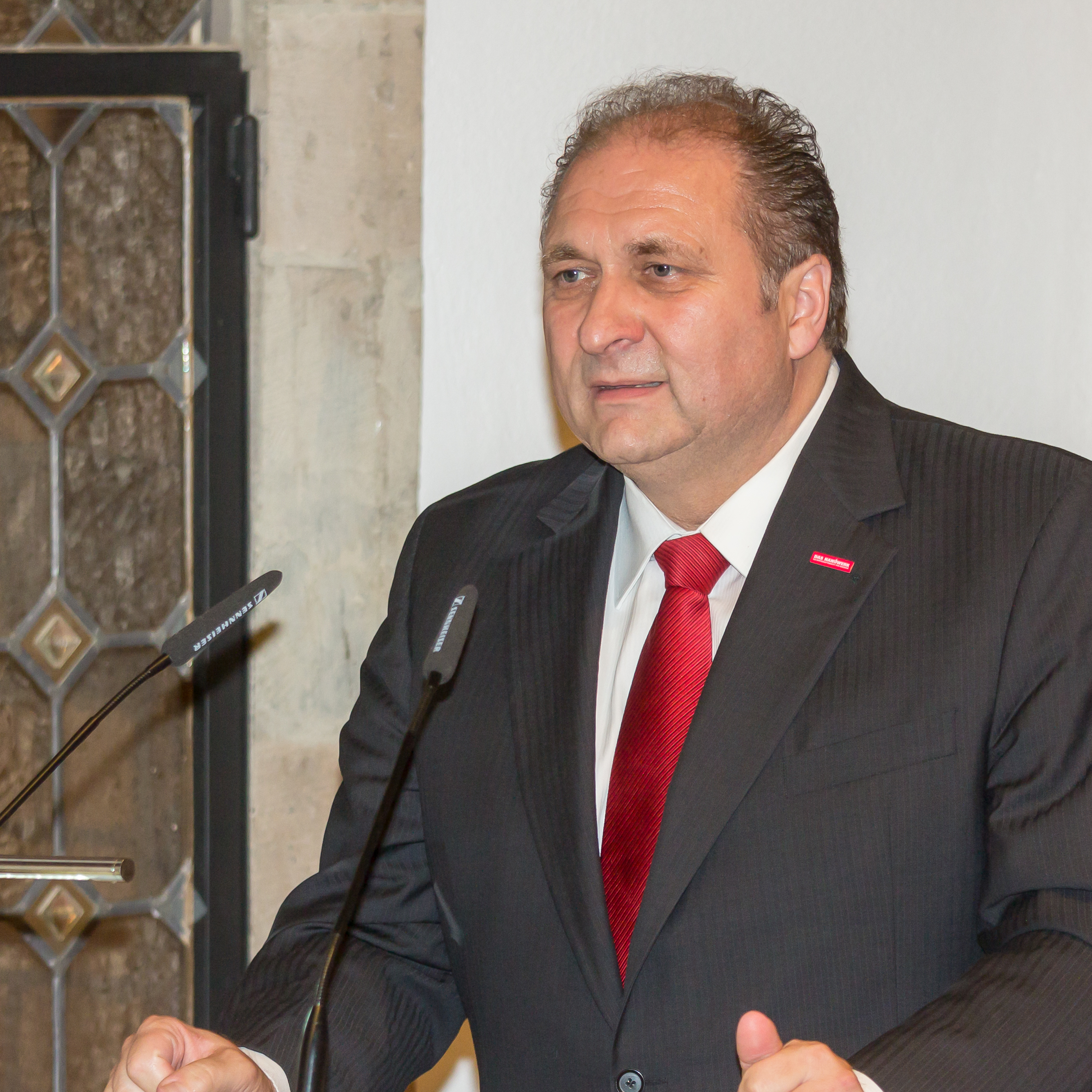
Hans Peter Wollseifer (2014)

Hans Peter Wollseifer (* 5. August 1955 in Hürth) ist ein deutscher Unternehmer. Von 2010 bis Mai 2025 war er Präsident der Handwerkskammer zu Köln. Von 2014 bis 2022 war er Präsident des Zentralverbandes des Deutschen Handwerks (ZDH).

## Leben
Hans Peter Wollseifer absolvierte eine Lehre als Maler und Lackierer. 1976 erlangte er den Meistertitel im Maler- und Lackiererhandwerk in Bielefeld und übernahm im Alter von 21 Jahren den Malerbetrieb seines Vaters in Hürth bei Köln.
Nach erfolgreicher Expansion beschäftigte das Unternehmen rund 100 Mitarbeiter und war bundesweit im Einsatz. In den darauffolgenden Jahren gründete Hans Peter Wollseifer weitere Betriebe. So kam im Jahr 1985 ein Spezialgerüstbau-Betrieb hinzu, der das Gesamtunternehmen durch Einsatz von fahrenden Außenaufzügen für die Durchführung von Hochhaussanierungen qualifizierte.
Im Herbst 2009 verkaufte Wollseifer seine Unternehmensanteile, um sich zukünftig intensiver um sein Sachverständigen-Büro und seine 1995 gegründete Immobilien- und Projektentwicklungs-Gesellschaft zu kümmern. Ende 2009 gründete er einen neuen handwerklichen Einzelbetrieb, der sich mit Maler- und Lackiererarbeiten und Gebäudeinstandsetzungen befasst.
Am 26. Mai 2010 wurde Hans Peter Wollseifer erstmals zum Präsidenten der Handwerkskammer zu Köln gewählt, nachdem er sich zuvor über zwei Jahrzehnte in den Organisationen des Handwerks engagiert hatte. Wollseifer war ab 1986 in der Maler- und Lackiererinnung sowie in der Kreishandwerkerschaft Rhein-Erft aktiv. Von 1995 bis 2000 war er Vizepräsident der Handwerkskammer zu Köln und von 2000 bis 2010 Kreishandwerksmeister der Kreishandwerkerschaft Rhein-Erft. Seit Mai 2020 ist Hans Peter Wollseifer aktuell in dritter Amtsperiode Präsident der Handwerkskammer zu Köln. Die letzte Wiederwahl als HWK-Präsident erfolgte am 26. Mai 2020 im Rahmen der Vollversammlung der Handwerkskammer zu Köln. Nachdem am 22. Mai 2025 der Meckenheimer Tischlermeister Thomas Radermacher für fünf Jahre einstimmig von der Vollversammlung zum neuen Präsidenten gewählt wurde, wurde Wollseifer zum Ehrenpräsidenten ernannt.
Am 3. März 2013 wurde Hans Peter Wollseifer vom geschäftsführenden Präsidium des Zentralverbands des Deutschen Handwerks (ZDH) als Nachfolger des zum Jahresende ausscheidenden Präsidenten Otto Kentzler vorgeschlagen und am 5. Dezember von der Vollversammlung des ZDH in Dortmund gewählt. Am 1. Januar 2014 trat Wollseifer sein neues Amt als Handwerkspräsident an und löste Otto Kentzler an der Spitze des Handwerksverbands ab. Seit März 2013 ist Hans Peter Wollseifer ebenfalls in dritter Amtsperiode Handwerkspräsident des ZDH. Am 13. Dezember 2019 erfolgte die Wiederwahl als ZDH-Präsident in Wiesbaden anlässlich der Vollversammlung des ZDH. Jörg Dittrich trat als Nachfolger sein Amt zum 1. Januar 2023 an.
Sozialpolitik im Allgemeinen und Gesundheitspolitik im Besonderen sind weitere Aufgabenbereiche, in denen sich Wollseifer engagiert. Sowohl als Arbeitgeber-Vorsitzender der bundesdeutschen Innungskrankenkassen (IKK e.V.), als auch als Mitglied im Spitzenverband der gesetzlichen Krankenkassen ist er in der Bundeshauptstadt vernetzt und sieht es u. a. als eine seiner Aufgaben an, den Gesundheitshandwerken in Berlin eine Stimme zu verleihen.
Wollseifer ist auf Vorschlag der FDP-Fraktion im Landtag von Nordrhein-Westfalen am 12. Februar 2017 zum Mitglied der 16. Bundesversammlung gewählt worden.
Hans Peter Wollseifer ist verheiratet und hat zwei Kinder.

## Weitere Ämter
- Präsident der Handwerkskammer zu Köln
- Vizepräsident der Bundesvereinigung der Deutschen Arbeitgeberverbände e. V. (BDA)
- Vice President European Association of Craft, Small and Medium-Sized Enterprises (SMEunited)
- Präsident der Gesellschaft zur Förderung des Forschungsinstituts für Berufsbildung im Handwerk an der Universität zu Köln – FBH – e. V.
- Ehrenpräsident des Zentralverbandes des Deutschen Handwerks (ZDH)
- Ehrenkreishandwerksmeister der Kreishandwerkerschaft Rhein-Erft
- Ehrenmeister der Maler- und Lackierer-Innung Rhein-Erft
- Vorsitzender des Kuratoriums der Stiftung „Pro Duale Ausbildung“
- Vorstandsvorsitzender des IKK e. V./ Bundesvereinigung der Innungskrankenkassen
- Alternierender Vorsitzender des Verwaltungsrates der IKK classic auf Arbeitgeberseite
- Mitglied im Beirat Deutscher Feuerwehrverband
- Mitglied im Stiftungsrat und Kuratorium der RheinEnergieStiftung Jugend/Beruf, Wissenschaft
- Mitglied im Verwaltungsrat GKV Spitzenverband Berlin
- Mitglied im Aufsichtsrat ODAV AG, Gesellschaft für Informatik
- Mitglied in der Gesellschafterversammlung und im Aufsichtsrat der SIGNAL IDUNA Versicherungen
- Mitglied im Aufsichtsrat der Verlagsanstalt Handwerk GmbH
- Mitglied im Aufsichtsrat der Volksbank Köln Bonn eG
- Mitglied im Aufsichtsrat der GHM Gesellschaft für Handwerksmessen mbH
- Mitglied im Beirat der DZ-Bank Frankfurt am Main

## Ehemalige Ämter
- Vizepräsident des Westdeutschen Handwerkskammertages (WHKT) (2010–2014)
- Mitglied im Vorstand der Landes-Gewerbeförderungsstelle des nordrhein-westfälischen Handwerks (LGH)